# Parachernes cocophilus
Parachernes cocophilus är en spindeldjursart som först beskrevs av Simon 1901.  Parachernes cocophilus ingår i släktet Parachernes och familjen blindklokrypare. Inga underarter finns listade i Catalogue of Life.